# The Conspiracy (película de 2012)
The Conspiracy es una película canadiense de terror de metraje encontrado de 2012 escrita y dirigida por Christopher MacBride. Cuenta con los actores Aaron Poole, James Gilbert, Alan C. Peterson y Julian Richings. La historia narra sobre dos cineastas que intentan hacer una película sobre un teórico de la conspiración llamado "Terrance G" que desaparece durante la filmación. Los dos cineastas se ven arrastrados al mundo de un sindicato global cuyas maquinaciones están envueltas en secreto.

## Argumento
Después de ver un video en línea que se burla de un teórico de la conspiración local, los cineastas de Toronto, Aaron y Jim, deciden hacer un documental sobre él. El hombre, Terrance G., acepta mostrarles varios recortes de periódicos que ha coleccionado y que usa para establecer conexiones entre eventos históricos significativos, incluyendo la Primera Guerra Mundial y los atentados del 11 de septiembre. Impresionado con la profundidad de su investigación, Aaron comienza a simpatizar con Terrance, mientras que Jim sigue siendo escéptico. Durante una entrevista, Terrance se agita y señala a un hombre a quien cree que lo está siguiendo. Poco después, Terrance desaparece sin dejar rastro. Preocupados, Aaron y Jim regresan a su apartamento, el cual está siendo desalojado. Aaron logra salvar los recortes de periódicos.
Un análisis más detallado del material de Terrance revela que había conectado varios eventos históricos significativos al Club Tarsus, una organización no gubernamental fundada en una antigua sociedad secreta conocida porque sus miembros tienden a reunirse justo antes de eventos históricos importantes, lo que ha llevado a los teóricos de la conspiración a creer que el Club Tarsus es responsable de dichos eventos. La única evidencia de su existencia es un solo artículo escrito en la revista Time por Mark Tucker. Incapaces de encontrar más información sobre Tucker, Aaron y Jim recurren a Internet y solicitan información del público. Un hombre que dice ser Tucker los contacta y acepta ser entrevistado con la condición de que Aaron y Jim eliminen de Internet todo lo que han escrito sobre el Club Tarsus. Durante la entrevista, Tucker explica que el Club Tarsus adora a Mitra y se dice que sacrifican un toro en cada una de sus reuniones.
A medida que los cineastas profundizan su conocimiento sobre el Club Tarsus, surgen signos ominosos de lo que podría ser una actividad de acecho concertada dirigida hacia ellos. Cuando su casa es allanada, Aaron se muda con Jim, su esposa y su hijo pequeño, y sus opiniones ya divergentes sobre la conveniencia de continuar con el documental generan cierta fricción. Tucker les contacta más tarde con la noticia de que puede infiltrarlos en la próxima reunión del Club Tarsus, que se llevará a cabo en una mansión en el bosque del país vecino.
Armados con cámaras ocultas, la pareja documenta sus interacciones con los miembros de la reunión. Afirmando ser nuevos miembros, Aaron y Jim se ven obligados a participar en un ritual de iniciación que se realiza afuera, en el cual los nuevos miembros declaran su lealtad a Mitra y reciben máscaras de cuervo para usar durante el resto de la reunión. Mientras espera en la fila para el ritual, Aaron ve a Tucker entrar a la reunión y saludar a varios miembros del Club Tarsus. Al darse cuenta de que Tucker es miembro, Aaron se preocupa de que Jim, que estaba antes que él en la fila, esté en peligro. Sin embargo, se calma al ver a Jim salir del ritual con una máscara de cuervo, y Aaron decide seguir adelante con el ritual. Dentro de la mansión, un miembro acorrala a Jim y revela que el Club Tarsus ha traído a su esposa y a su hijo pequeño a la reunión. Al mismo tiempo, Aaron termina el ritual de iniciación solo para recibir una máscara de toro en lugar de una de cuervo. Los miembros, armados con grandes dagas, lo persiguen por el bosque. Aaron logra llegar al punto de encuentro que había arreglado con Jim, solo para encontrarlo rodeado por miembros del Club Tarsus. Aunque su cámara oculta continúa grabando mientras los miembros capturan a Aaron y parecen atacarlo con sus dagas, no muestra su destino final.
Luego se revela al público que las imágenes de Aaron y Jim hasta este punto han sido editadas y subsumidas en un documental neutral o incluso positivo sobre el Club Tarsus. Presenta breves entrevistas con miembros, incluida una mujer que había aparecido antes de manera anónima en una capacidad aparentemente simpática, pero que ahora se revela como Nicole Higgins, vicepresidenta senior del Club. Ella afirma que el ataque a Aaron fue simulado para asustarlo, lo cual es una práctica común con los intrusos en sus reuniones. Aunque visiblemente alterado, Jim parece cooperativo, aceptando esta versión de los hechos, ayudando a los miembros a editar las imágenes y agregando que Aaron fue liberado ileso. Sin embargo, dice que Aaron quedó traumatizado como resultado y luego desapareció. Cuando Nicole le pregunta cuál es su teoría sobre el paradero de Aaron, un Jim visiblemente emocionado responde "Supongo que terminó en el mismo lugar que Terrance, ¿verdad?" en un tono inquisitivo pero conocedor. Luego, el director de operaciones del Club Tarsus asegura al público que sus miembros no están involucrados en ninguna conspiración nefasta, sino que simplemente buscan la cooperación mundial entre "gobiernos, empresas y personas".

## Elenco
- Aaron Poole como Aaron
- James Gilbert como Jim
- Alan Peterson como Terrance
- Bruce Clayton como Mark Tucker
- Roy Swanson como Murray Chance
- Laura de Carteret como Nicole Higgins
- Julian Richings como Hombre Verde
- Melanie Scrofano como Sarah

## Producción
El escritor y director Christopher MacBride dijo que un amigo le presentó teorías de conspiración. Según él, "Durante varios meses me perdí en ese agujero de conejo y eventualmente se me encendió una bombilla y me di cuenta de que había una historia realmente convincente que contar ambientada en ese mundo". La película utiliza tanto actores como personas reales involucradas en la comunidad de conspiración. MacBride dijo que ve la película como un falso documental equilibrado, no como "metraje encontrado".

## Lanzamiento
La Conspiración se estrenó en el Fantastic Fest y fue adquirida por XLrator para su distribución en Estados Unidos. XLrator la lanzó en VOD el 8 de agosto de 2013 y en cines el 23 de agosto de 2013. Fue lanzada en el Reino Unido el 11 de octubre de 2013.

## Recepción
Rotten Tomatoes, un agregador de reseñas, informa que el 88% de ocho críticos encuestados dieron una reseña positiva a la película; la calificación promedio fue de 6.5/10. Linda Barnard del Toronto Star la calificó con 2/4 estrellas y la llamó "un thriller tenso pero inverosímil". Adam Nayman de The Globe and Mail la calificó con 4/5 estrellas y escribió que "hace más con el concepto de metraje encontrado que cualquier película de terror desde The Blair Witch Project". John Patterson de The Guardian la calificó como "plausible y visible", aunque "puede ser criticada por su previsibilidad". Joe Leydon de Variety la calificó como "un falso documental modestamente suspenso" que se vuelve tonto cerca del clímax. Peter Martin de Twitch Film escribió, "Con absoluta convicción e inteligencia inquebrantable, La Conspiración desglosa teorías complejas y plantea preguntas inquietantes que no se pueden descartar fácilmente". Richard Whittaker de Austin Chronicle escribió, "The Conspiracy tiene éxito, no solo porque imita con éxito a la generación post-Michael Moore de directores que aman ponerse frente a la cámara. Tiene éxito porque imita la paranoia febril de los documentalistas de conspiración". Matt Glasby de Total Film la calificó con 4/5 estrellas y la llamó "plausible y escalofriante".
Brad McHargue de Dread Central la calificó con 5/5 estrellas y escribió, "La Conspiración es una de las películas de terror más originales, creativas y genuinamente aterradoras en la memoria reciente". Brad Miska de Bloody Disgusting la calificó con 4/5 estrellas y escribió, "Es una lástima que el epílogo sea tan débil considerando lo divertida, atractiva y provocadora que es toda la película". Scott Weinberg de Fearnet escribió que "funciona sorprendentemente bien".
Un crítico, escribiendo en The Lexander Magazine, acusó a los cineastas de plagiar una película de 2006 titulada The Brandon Corey Story, que presentaba al teórico de la conspiración británico David Icke.